# Wał Cybinkowsko-Lubogoski
Wał Cybinkowsko-Lubogoski – ciąg wzniesień morenowych w województwie lubuskim, w gminach Maszewo i Cybinka, o wysokości do 129 m n.p.m. (Strażnica). Wał Cybinkowsko-Lubogoski stanowi mikroregion w obrębie Równiny Torzymskiej.